# Habrona
Habrona és un gènere de papallones nocturnes de la subfamília Thyatirinae de la família Drepanidae.

## Taxonomia
- Habrona alboplagata Bethune-Baker, 1908
- Habrona brunnea Bethune-Baker, 1908
- Habrona caerulescens Warren, 1915
- Habrona concinna Warren, 1915
- Habrona marmorata Warren, 1915
- Habrona papuata (Warren, 1915)